# Prosthecium auctum
Prosthecium auctum är en svampart som först beskrevs av Berk. & Broome, och fick sitt nu gällande namn av Franz Petrak 1923. Enligt Catalogue of Life ingår Prosthecium auctum i släktet Prosthecium, ordningen Diaporthales, klassen Sordariomycetes, divisionen sporsäcksvampar och riket svampar, men enligt Dyntaxa är tillhörigheten istället släktet Prosthecium, familjen Melanconidaceae, ordningen Diaporthales, klassen Sordariomycetes, divisionen sporsäcksvampar och riket svampar. Arten är reproducerande i Sverige. Inga underarter finns listade i Catalogue of Life.